# Joe Manganiello
Joseph Michael Manganiello (Pittsburgh, 28 de dezembro de 1976) é um ator americano, de ascendência siciliana.

## Carreira
Joe atuou como Flash Thompson na série de filmes do Homem-Aranha, e teve papéis recorrentes na televisão em ER, How I Met Your Mother e One Tree Hill, entre outros. Seu personagem mais conhecido é o lobisomem Alcide Herveaux da série True Blood da HBO. Ele recebeu vários elogios, tanto da crítica como do público pelo personagem. Em 2017 interpretou o Exterminador na cena pós crédito do filme Liga da Justiça.

## Filmografia

### Filmes
| Ano  | Título                               | Papel                       | Notas                          |
| ---- | ------------------------------------ | --------------------------- | ------------------------------ |
| 1999 | Out of Courage 2: Out for Vengeance  | Ruslan Zmeyev               | Curta-metragem                 |
| 2002 | Spider-Man                           | Flash Thompson              |                                |
| 2007 | Spider-Man 3                         | Flash Thompson              | Participação especial          |
| 2008 | Impact Point                         | Matt Cooper                 |                                |
| 2008 | Wounded                              | Patient                     | Curta-metragem                 |
| 2009 | Not Evelyn Cho                       | Ryan                        | Curta-metragem                 |
| 2009 | Behind Enemy Lines: Colombia         | Lt. Sean Macklin            |                                |
| 2009 | Irene in Time                        | Charlie                     |                                |
| 2011 | The Girl With the Tramp Stamp Tattoo | Mikael Blomkvist            | Curta-metragem                 |
| 2012 | What to Expect When You're Expecting | Davis                       |                                |
| 2012 | Magic Mike                           | Richie                      |                                |
| 2014 | Sabotage                             | Joseph "Grinder" Phillips   |                                |
| 2015 | Knight of Cups                       | Joe                         |                                |
| 2015 | Tumbledown                           | Curtis                      |                                |
| 2015 | Magic Mike XXL                       | Richie                      |                                |
| 2016 | Pee-wee’s Big Holiday                | Joe Manganiello             | Atuou como ele mesmo no filme. |
| 2017 | Os Smurfs e a Vila Perdida           | Robusto                     | (voz)                          |
| 2017 | Liga da Justiça                      | Slade Wilson / Exterminador | Aparição não-creditada         |
| 2018 | Rampage                              | Burke                       |                                |
| 2018 | Drunk Parents                        |                             |                                |

### Televisão
| Ano        | Título                         | Papel                     | Notas              |
| ---------- | ------------------------------ | ------------------------- | ------------------ |
| 2006       | Jake in Progress               | Rick Cavanaugh            | 1 episódio         |
| 2006       | CSI: Crime Scene Investigation | Tom Harper                | 1 episódio         |
| 2006       | Las Vegas                      | Carson Stuart             | 1 episódio         |
| 2006       | Close to Home                  | James Miller              | 1 episódio         |
| 2006       | So Notorious                   | Scott                     | 2 episódios        |
| 2006       | A.K.A.                         | Brian                     | Filme de TV        |
| 2006-2012  | How I Met Your Mother          | Brad                      | 7 episódios        |
| 2007       | Scrubs                         | Chad Miller               | 1 episódio         |
| 2007       | American Heiress               | Solomon Cortez            | 64 episódios       |
| 2007       | ER                             | Officer Litchman          | 4 episódios        |
| 2008-2010  | Til Death                      | Stu                       | 2 episódios        |
| 2008-2010  | One Tree Hill                  | Owen Morello              | 13 episódios       |
| 2009       | CSI: Miami                     | Tony Ramirez              | 1 episódio         |
| 2009       | Medium                         | Angelo Filipelli          | 1 episódio         |
| 2010       | CSI: NY                        | Rob Meyers                | 1 episódio         |
| 2010       | 100 Questions                  | Rick                      | 1 episódio         |
| 2010       | Livin' on a Prayer             | Doug                      | 1 episódio         |
| 2010-2014  | True Blood                     | Alcide Herveaux           | 42 episódios       |
| 2010, 2014 | WWE Raw                        | Ele mesmo                 | 2 episódios        |
| 2011       | Two and a Half Men             | Alex                      | 1 episódio         |
| 2012       | White Collar                   | Ben Ryan                  | 1 episódio         |
| 2013       | Talking Dead                   | Ele mesmo                 | 1 episódio         |
| 2016       | Mom                            | Julian                    | 1 episódio         |
| 2019       | The Big Bang Theory            | Ele mesmo                 | 1 episódio         |
| 2019       | One Day At Time                | Max                       | 1 episódio         |
| 2021       | Liga da Justiça                | Slade Wilson/Exterminador | Ainda não revelado |